# Maurice Brookhart
Maurice S. Brookhart (né le 28 novembre 1942) est un chimiste américain et professeur de chimie à l'Université de Houston depuis 2015.

## Biographie
Brookhart obtient son baccalauréat de l'Université Johns-Hopkins en 1964 et son doctorat en 1968 de l'Université de Californie à Los Angeles, en chimie organique physique avec comme directeur de thèse Saul Winstein,,,. Après une bourse postdoctorale NSF à l'Université de Californie, Los Angeles en 1968 et une bourse postdoctorale OTAN à l'Université de Southampton, Angleterre, en 1969, il rejoint la faculté de l'Université de Caroline du Nord, où il reste jusqu'en 2015, date à laquelle il rejoint l'Université de Houston en tant que professeur de chimie.
Son groupe de recherche est réputé pour ses recherches dans le domaine général de la chimie organométallique synthétique et mécaniste, travaillant sur le développement de catalyseurs post-métallocènes basés sur des complexes de métaux de transition tardifs (Ni et Pd) pour la polymérisation par coordination des oléfines,,. Ils effectuent leur étude mécanistique des réactions de polymérisation principalement par spectroscopies IR et RMN à basse température. Le travail fournit une compréhension détaillée des états de repos du catalyseur et des intermédiaires relatifs.
Un deuxième objectif majeur du groupe de Brookhart concerne les études fondamentales des activations des liaisons CH et CC par les complexes de métaux de transition et l'incorporation de ces étapes d'activation des liaisons dans les cycles catalytiques. Ils démontrent avec succès la catalyse de l'ortho-alkylation des cétones aromatiques, l'isomérisation des alkylaldéhydes, l'hydroacylation et la déshydrogénation des alcoxysilanes pour générer des silylénol éthers. Des travaux récents sur la métathèse des alcanes ont retenu l'attention,.
Il a plus de 300 publications dans la littérature scientifique et détient plus de 22 brevets américains. Il est membre de l'Académie nationale des sciences.